# Larisa Petrik
Larisa Petrik (n. 28 august 1949, Dolinsk⁠(d), RSFS Rusă, URSS) este o gimnastă artistică ce a reprezentat Uniunea Republicilor Sovietice Socialiste, medaliată olimpică. A participat la o ediție a Jocurilor Olimpice (1968) în care a câștigat două medalii de aur și o medalie de bronz.